# Огняново (област Пазарджик)
Вижте пояснителната страница за други значения на Огняново.
Огняново е село в Южна България. То се намира в община Пазарджик, област Пазарджик. Населението му е около 2349 души (15 март 2024).

## Наименование
Първоначално селото носи името Саладиново, обяснявано от народната етимология чрез саловете, които по време на османското владичество плуват по река Марица. По-вероятна обаче е версията, че населеното място е именувано по Саладин бей: османски първенец, който живеел в селото.
Впоследствие в 1937 година селото се преименува на Марица, а в 1949 г. става Огняново по името на партизанина Огнян, чиято паметна плоча стои на къщата, в която е живял, в непосредствена близост до училището.

## География
Огняново се намира в Горнотракийската низина, в подножието на Бесапарските ридове, които са предпланини на Родопите. Разположено на левия бряг на река Марица, селото отстои на около 7 километра от общинския център Пазарджик, на около 10 километра от град Стамболийски и 30 километра от град Пловдив.

## История
Античното селище се е наричало Бурдапа (Burdapa). В околностите му е открито известното тракийско светилище на Трите нимфи. То се е намирало в местността „Орешака“ в юзозападния край на селото между сегашната дига и сградите на бившето ТКЗС. Проучвано е през 1886 година от Вацлав Добруски и при корекцията на дигата през 1984 – 1988 г.; находките се намират в Народния археологически музей в София и в Регионален исторически музей в Пазарджик. В 2 сгради на светилището и около тях са открити огромно количество оброчни плочки на Трите нимфи, на древногръцките богове Зевс и Хера, оловни надписани огледалца, глинени съдове и лампички, теракоти и антични монети.
През 2005 година придошлата река Марица срутва бетонния мост над нея и залива близките къщи, което е второто подобно събитие в рамките на около 50 години. За пръв път мостът над Марица (тогава все още дървен) се срутва в края на 1950-те години.

## Икономика
Огняново е известно с тържището за търговия със зеленчуци на едро. То осигурява препитанието на голяма част от населението, изхранващо се предимно с отглеждане на зеленчуци. То е второто по големина в страната, след тържището в Първенец.
В непосредствена близост до селото се намират варови фабрики, които са основната причина за подчертано изкуствено терасирания релеф на възвишенията.

## Инфраструктура
В Огняново функционира Служба за социален патронаж. Селото се намира на 1-ва главна жп-линия София-Пловдив-Свиленград. Гарата е смесена товаро-пътническа и на нея спират пътническите и няколко бързи влака по направлението Пловдив-София.

## Основно училище
Основното училище „Отец Паисий“ е първото светско училище в селото, открито през 1864 г. Най-напред се е помещавало в църквата, а 10 години по-късно се изгражда първата му самостоятелна сграда. Училището непрекъснато се разраства и през учебната 1904/05 г. учениците са вече 50 на брой. Любознателността довежда до откриването на прогимназия в селото на 5 октомври 1922 г. За директор е назначен учителят Стоян Захариев, местен жител, завършил висшето си образование в град Грац, Австрия.
Няколко години по-късно на съвместно заседание на училищното настоятелство и учителския съвет е взето решение, според което се определя патронът на училището – отец Паисий. Господин Захариев и местните първенци, подкрепяни изцяло от населението, подемат идеята за строеж на ново училище. Идеята е реализирана и на 1 май 1930 г. се прави първата копка, на 6 октомври 1931 г. тържествено е открита новата училищна сграда.
В това училище са получили основното си образование около 80 учители, 57 инженери във всички области, 30 агрономи, 28 медици (8 лекари, 16 медицински сестри, 3 акушерки, фелдшер); 23 икономисти, 12 офицери и 2 сержанти; 5 прависти, 5 души са завършили ПЖИнститут. В дългия списък са и професор по агрономическите науки, доктор на биологическите науки, завеждащ катедра по математика и информатика (ВМЕИ, София), директор на банка, дизайнери по облекло, фармацевти, рехабилитатори. Разбира се, много възпитаници на училището са с най-обикновени професии, така необходими във всички области на живота.

## Култура
Интересно място за посещение е и малкият параклис на северния склон на Бесапарските ридове, който отстои на около половин час път пеша от центъра на селото. Параклисът не действа. Над него се извисява най-високият в околността Еленски връх, цел на редовните излети, организирани от училището.
Паметна плоча отбелязва къщата, в която отсяда Васил Левски, организирайки революционен комитет.
В селото има футболен клуб, който съществува от 1940 година, а през 2003 година изцяло подновения отбор „Марица“ прекъсва около 6-годишното пустеене на местния стадион.
Редовни събития:
- 6 януари, Йордановден – хвърляне на кръста в река Марица.
- 15 август, Успение на Пресвета Богородица – празник на селото, провежда се селски събор.
- 21 януари, ден на родилната помощ (Бабинден) – отбелязва се с тържество в селското читалище.

## Личности
Родени в Огняново
- Владимир Медаров (р. 1925), български инженер и политик от БКП
- Методи Томанов (р. 1956), футболист